# Joseph Hooton Taylor
Joseph Hooton Taylor Jr. (Filadélfia, 29 de março de 1941) é um físico estadunidense.
Recebeu o Nobel de Física de 1993, pela descoberta de um novo tipo de pulsar, abrindo novas possibilidades no estudo da gravitação. É rádio amador K1JT e contribui para a comunicação em longa distância com baixa potência através do software WSJT.